# Ткаченко, Сергей Степанович
Сергей Степанович Ткаченко (1923—1997) — советский учёный-медик, травматолог-ортопед, организатор здравоохранения и медицинской науки, доктор медицинских наук (1963), профессор (1964), генерал-майор медицинской службы. Член-корреспондент АМН СССР (1986). Лауреат Государственной премии СССР (1977). Заслуженный изобретатель РСФСР (1989).

## Биография
Родился 18 июля 1923 года в городе Ростове-на-Дону в рабочей семье. 
С 1942 по 1947 годы проходил обучение в Военно-медицинской академии имени С. М. Кирова. 
С 1947 года начал свою научно-педагогическую деятельность в Военно-медицинской академии имени С. М. Кирова: с 1947 по 1969 годы — врач-рентгенолог, старший ординатор, преподаватель, старший преподаватель и заместитель начальника кафедры военной травматологии и ортопедии. С 1969 по 1989 годы — начальник кафедры военной травматологии и ортопедии Военно-медицинской академии имени С. М. Кирова. 
С 1973 по 1989 годы одновременно с педагогической работой С. С. Ткаченко работал в должности главного травматолога Министерства обороны СССР. 
В 1953 году С. С. Ткаченко защитил диссертацию на соискание учёной степени кандидата медицинских наук по теме «Внутрикостная анестезия при операциях на конечностях», а в 1963 году — диссертацию на соискание учёной степени доктора медицинских наук по теме «Костная гомопластика». В 1960 году С. С. Ткаченко было присвоено учёное звание доцента, а в 1964 году — профессора. В 1986 году был избран член-корреспондентом АМН СССР.
Основная научно-педагогическая деятельность С. С. Ткаченко была связана с вопросами в области методики пересадки крупных костных аллогенных трансплантатов, лечения людей с огнестрельными ранами и последующими осложнениями, проблеме костной пластики, внутрикостной анестезии и комбинированных поражений. С. С. Ткаченко являлся почётным председателем Ленинградского общества травматологов-ортопедов, почётным членом Московского, Ростовского и Грузинского обществ травматологов и ортопедов, почётным членом Пироговского общества и Кубинской ассоциации травматологов-ортопедов, академиком Международной ассоциации травматологов и ортопедов, членом Президиума Общества травматологов-ортопедов Советского Союза, членом Научного совета по биомеханике РАН, членом Научного совета по травматологии и ортопедии при Президиуме РАМН, членом редакционных коллегий научных медицинских журналов «Травматология и ортопедия России», «Анналы травматологии и ортопедии» и «Ортопедия, травматология и протезирование».
С. С. Ткаченко было внедрено более ста семидесяти рационализаторских предложений и получено около пятидесяти авторских свидетельств и патентов на изобретения, он был автором более пятисот научных работ, в том числе двадцати двух монографий, им было подготовлено одиннадцать докторов и сорок шесть кандидатов медицинских наук.
В 1977 году Постановлением ЦК КПСС и Совета Министров СССР «за экспериментальное обоснование, клиническую разработку и внедрение в практику метода пересадок крупных костных аллотрансплантатов человека» Сергей Степанович Ткаченко был удостоен Государственной премии СССР в области науки и техники.
В 1985 году монография С. С. Ткаченко «Военная травматология и ортопедия» экспонировалась на ВДНХ СССР и была удостоена Золотой медали ВДНХ.
В 1989 году Указом Президиума Верховного Совета РСФСР «За многолетнюю плодотворную работу в области рационализации и изобретательства» Сергей Степанович Ткаченко был удостоен почётного звания «Заслуженный изобретатель РСФСР».
Скончался 26 июля 1997 года в Санкт-Петербурге, похоронен на Богословском кладбище.

## Награды и премии
- Орден Трудового Красного Знамени
- Орден «Знак Почёта» (04.05.1972)
- Медаль «За боевые заслуги» (20.04.1953)
- Медаль «За победу над Германией в Великой Отечественной войне 1941—1945 гг.»
- Золотая медаль ВДНХ (1985 — за монографию «Военная травматология и ортопедия»)
- Медаль Н. И. Пирогова АН СССР (1976)

### Премия
- Государственной премии СССР в области науки и техники (1977[4])

### Звания
- Заслуженный изобретатель РСФСР (1989)